# Nilasera pseudocentaurus
Nilasera pseudocentaurus är en fjärilsart som beskrevs av Doubleday 1847. Nilasera pseudocentaurus ingår i släktet Nilasera och familjen juvelvingar. Inga underarter finns listade i Catalogue of Life.